# France Vodnik

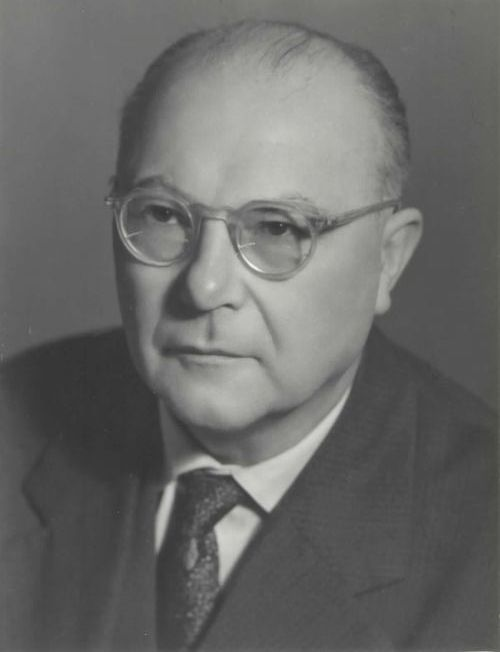
France Vodnik, 1963

France Vodnik (ur. 5 marca 1903 w Lublanie, zm. 14 sierpnia 1986 tamże) – słoweński krytyk literacki, eseista, tłumacz i poeta z Lublany.

## Życiorys
Uczęszczał do szkoły podstawowej w miejscowości Šentvid, naukę kontynuował w gimnazjum klasycznym w Lublanie (lata 1915–1923). Zaczął studiować prawo na uniwersytecie w Lublanie, ale po roku przeniósł się na wydział filologiczny (Slawistyka, literatura porównawcza), który ukończył w 1928 roku. Następnie przez rok studiował slawistykę na Uniwersytecie Jagiellońskim w Krakowie. W latach 1930–1932 został profesorem gimnazjum nr 3 w Lublanie. Zarabiał na życie głównie pisaniem oraz częściowo jako stażysta w bibliotece. W latach 1941–1944 był wykładowcą w Wyższej Szkole Sztuki Dramatycznej.
Działał w okresie międzywojennym, kiedy Słowenia była częścią Królestwa Jugosławii. Był młodszym bratem poety i krytyka Antona Vodnika. Był jednym z głównych przedstawicieli słoweńskiej lewicy chrześcijańskiej, której zwolennicy zgromadzeni byli wokół czasopisma Križ na gori. Wraz z poetą i myślicielem Edvardem Kocbekiem, Vodnik był jednym z pierwszych słoweńskich intelektualistów katolickich wyznających filozofię personalistyczną.
Vodnik zaistniał w 1920 roku jako krytyk literacki i felietonista dziennika liberalno-konserwatywnego Dom in svet. W połowie lat 30 został uznany za jednego z najbardziej wpływowych krytyków słoweńskich, wraz z wyznającym poglądy socjalliberalistyczne Josipem Vidmarem i marksistą Ivo Brnčicem, z którymi często polemizował w swoich pracach. Był zdecydowanym zwolennikiem słoweńskiej autonomii kulturalnej i politycznej w obrębie Jugosławii.
Opublikował tomik poezji, zatytułowany Borivec z Bogom, w większości składający się z wierszy religijnych i mistycznych.
Po II wojnie światowej, jego działalność została w dużej mierze ograniczona. W pierwszych dekadach po wojnie pracował głównie jako tłumacz języka polskiego. Między innymi, tłumaczył dzieła Henryka Sienkiewicza, Stefana Żeromskiego, Jerzego Andrzejewskiego, Jarosława Iwaszkiewicza, Marii Dąbrowskiej, Jana Dobraczyńskiego, Kazimierza Moczarskiego, Stanisława Lema. Zestawił słownik słoweńsko-polski, opublikowany w 1977 roku. Jego ostatnie publikacje to lata 60. i 70. XX wieku.
W 1980 roku otrzymał nagrodę literacką Stowarzyszenia Autorów ZAiKS dla tłumaczy.
Zmarł w Lublanie, pochowany jest na cmentarzu w Dravljah.

## Ważniejsze prace
- Slovenska religiozna lirika. 1928.
- Prešernov svetovni nazor. 1929.
- Borivec z Bogom. 1932.
- Ideja in kvaliteta: kritike in eseji.1964.
- Kritična dramaturgija. 1968.
- Prevrednotenja. 1971.
- Od obzorja do obzorja. 1972.